# 14846 Лампедуза
14846 Лампедуза (14846 Lampedusa) — астероїд головного поясу, відкритий 29 січня 1989 року.
Тіссеранів параметр щодо Юпітера — 3,511.